# Жамблу
Жамблу (на френски: Gembloux) е град в Южна Белгия, окръг Намюр на провинция Намюр. Населението му е около 22 000 души (2006).